# إدارة المرافق

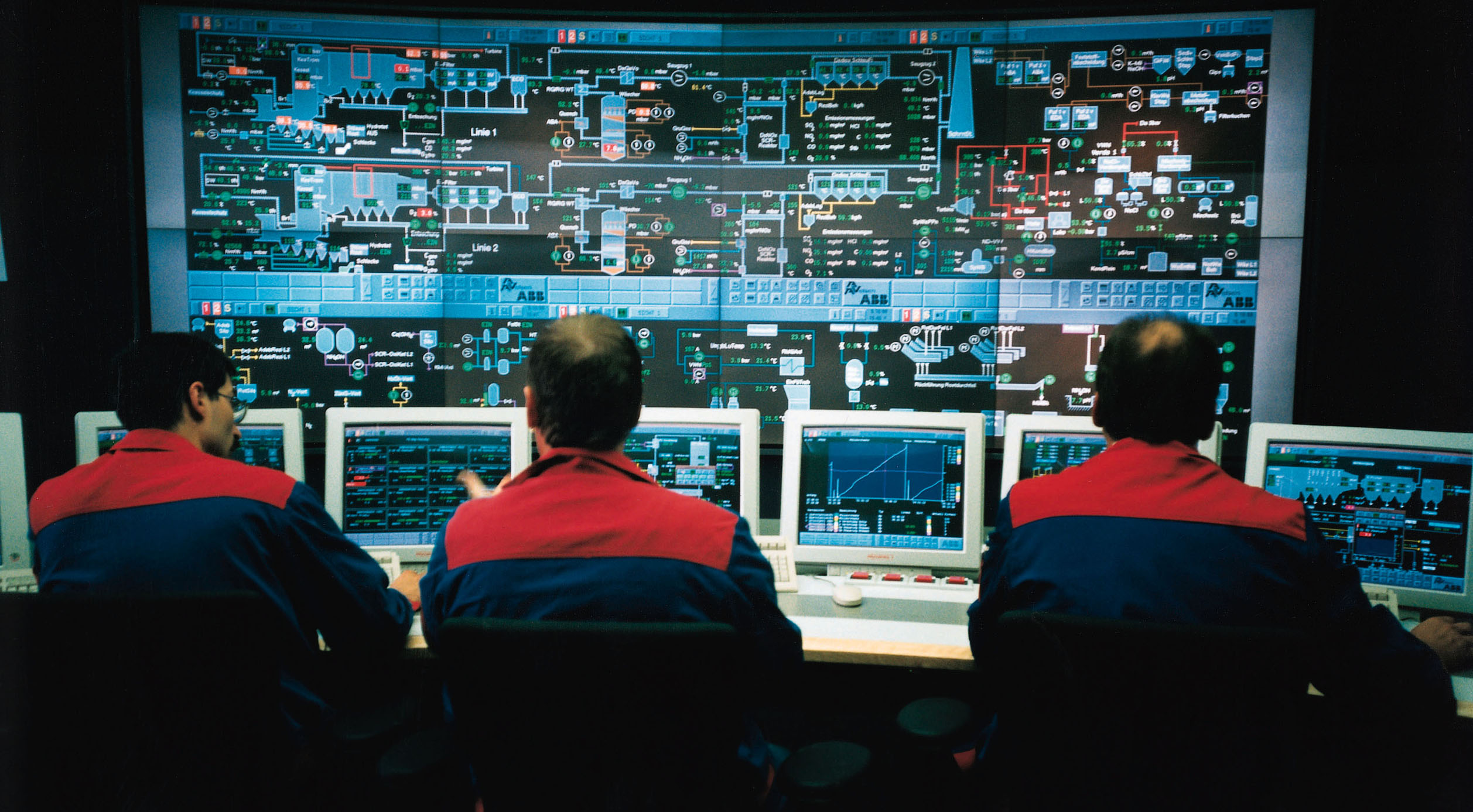

إدارة المرافق هي مجال متعدد التخصصات مهتم بعملية تنسيق الأعمال بين المباني والأفراد والبنى الأساسية وخدمات الطاقة والمياه والتصريف من أجل تناغم الخدمات المتداخلة وإطالة العمر الافتراضي للموجودات والخدمات المعنية. من أهم خدمات إدارة المرافق صيانة المباني التجارية والعامة مثل الفنادق والمنتجعات والمدارس ومجمعات المكاتب والساحات الرياضية ومراكز المؤتمرات والمستشفيات والمطارات. ويمكن أن تشمل المهمات بالعناية بتكييف الهواء والطاقة الكهربائية والسباكة ونظم الإضاءة والنظافة العامة والديكور ورعاية الأرضيات وخدمات الأمن والسلامة ويمكن لبعض أو كل هذه المهمات أن تتم بمساعده برمجيات الكمبيوتر ‏. كما يمكن أن تعتبر هذه الواجبات غير أساسية أو خدمات دعم لأنها ليست الأعمال الأولية (بالمعنى الواسع للكلمة) للمنظمة المالكة.
هذا هو الدور الوظيفي الذي تضطلع به إدارة المرافق (سواء كانت إدارة مستقلة أو فريق صغير) للتنسيق والإشراف على العمليات السليمة بيئيا والآمنة والحفاظ على هذه الأصول بطريقة فعالة وغير مكلفة تهدف إلى تحقيق الحفظ طويل الأجل لقيمة الموجودات. وفي تلك الحالات التي ينطوي فيها تشغيل المرافق بصورة مباشرة على شاغلي و/ أو عملاء المنظمة المالكة، يعتبر التسليم المرضي لمرافق الخدمات ذات الصلة لهؤلاء الناس مهم جدا، وبالتالي، يستخدم مصطلح «رضا المستخدم النهائي» غالبا باعتباره هدفا ومقياسا للأداء.
يتشابه مصطلح إدارة المرافق مع إدارة الممتلكات، ولكنهما ليسا متماثلان. حيث أن كلا منهما يقوم بإدارة العمليات اليومية للمنشأة، فإن لمدير الملكية دورا موسعا يشمل أنشطة التأجير والتسويق في حين ان لمدير المرافق دورا يركز على المستأجرين الحاليين الذين يكونون عادة مقيمين. وهناك سمة هامة لإدارة المرافق هي أنها تأخذ في الاعتبار الاحتياجات الإنسانية لاستخدام المباني والمرافق المشيدة. وتكمل هذه العوامل اللينة العوامل الأكثر صلابة المرتبطة بالصيانة والرعاية لتركيبات الخدمات الهندسية.
وفقا لآتكن وبروكس، فهناك مفهوم هام في مجال إدارة المرافق هو الاستعانة بمصادر خارجية، حيث يقوم المالك بالترتيب مع منظمات خارجية لتوفير خدمة أو أكثر بدلا من تواجده يقدم من خلال ترتيبات داخلية. ويمكن أن تختلف أسباب هذا الإجراء، من نقص في الموارد الداخلية، لقلة الخبرة والضغوط لخفض التكاليف. وللأسف، يمكن التشتت بسبب وجود ارتباط وثيق بين إدارة المرافق والاستعانة بمصادر خارجية. فالمفهومان ليسا مترادفان، حيث تُعد الاستعانة بمصادر خارجية وسيلة لتوفير خدمات المرافق للمنظمة المالكة.
تتم إدارة المرافق خلال المرحلة التشغيلية من دورة حياة المبنى، والتي عادة ما تمتد لعقود عديدة. وعلى هذا النحو، فإنها تمثل عملية مستمرة لتقديم الخدمات لدعم الأعمال الأساسية للمالك، حيث تكون التحسينات مطلوبة باستمرار. فمن الضروري أن تتم عملية صنع القرار في مراحل التصميم والبناء السابقة، على نحو يناسب الاحتياجات التشغيلية إذا كان يقوم المرفق بتوفير الدعم الأمثل للمنظمة المالكة. وفي هذا الصدد، يمكن أن يُنظر إلى إدارة المرافق على أنها جزءا لا يتجزأ من عمليات التصميم والهندسة والبناء والتشغيل المؤداة بتنسيق وتحكم. فعندما يتم توفير المنشأة على أساس التسليم الجاهز، على سبيل المثال التصميم والبناء والتمويل والتشغيل (DBFO)، سيتحتم على الاتحاد المسؤول عن تسليم الأصول المادية ومن ثم تشغيل الخدمات الأساسية، أن يكون لديه الفهم الضمني للمطالب اليومية لإدارة هذا المرفق. وبموجب هذه الترتيبات - يجب على الشراكات بين القطاعين العام والخاص - أو بين المالك والمشغل أن تتكامل من حيث التفكير التنفيذي في اتخاذ القرارات الخاصة بالتصميم الأولي.

## الدور
تطوَر الانضباط في إدارة المرافق ولاسيما دور مديري المرافق، إلى درجة جعلت العديد من المديرين يعملون على مستويين: الاستراتيجي التخطيطي والتنفيذي. ففي الحالة السابقة، يحتاج الملاك الحصول على معلومات حول التأثير المحتمل لقراراتهم على توفير المكان والخدمات. أما في الأخيرة، فيكون دور مدير المنشأة ضمان التشغيل السليم لجميع جوانب المبنى، لتهيئة بيئة مثلى للمقيمين. ويتم هذا عن طريق إدارة بعض الأنشطة التالية.

## الصحة والسلامة البيئية
- نظافة المبنى
- التخلص من النفايات
- لوائح أوشا (الصحة والسلامة المهنية) يمكن أن تكون منظمة مختلفة اعتمادا على

نوع المبنى. مثل المستشفى)
- الامتثال (للمواد الخطرة)

## الأنظمة الميكانيكية
- معدات التكييف / (التدفئة والتهوية وتكييف الهواء والتبريد)
- نوعية الهواء بالداخل
- التحكم في درجة الحرارة

- الصيانة الوقائية (الصيانة المجدولة لمنع الأعطال)
- الصيانة التنبؤية (استخدام المعدات أو الاختبارات للتنبؤ بموعد الحاجة للصيانة)
- صيانة المصاعد

## أنظمة الطاقة
- الطاقة العادية
- محطات كهربائية
- مفاتيح

نظم الطاقة الكهربائية في حالات الطوارئ
- إمدادات الطاقة غير المنقطعة نظم (يو بي إس)
- المولدات الاحتياطية

## أنظمة المبنى
-أنظمة المبنى الأوتوماتيكية
-أنظمة مراقبة المبنى
-الأمن، والأقفال

## أنظمة الحياة/السلامة
- نظم سقاية
- أنظمة كشف الحريق
- طفايات الحريق
- طفايات الغاز
- إف إم-200
- إف إي-25
- الهالون

-اللافتات
- خطط الإخلاء

## إدارة المكان
- تخطيط مساحة المكاتب
- أنطمة وتنصيب الأثاث

## تعريفات
هناك تعريف مقدم من المؤسسة الدولية لإدارة المرافق (IFMA) هو:
«المهنة التي تضم تخصصات متعددة، لضمان الأداء الوظيفي للبيئة المبنية من خلال تكامل الناس، المكان، العمليات، والتكنولوجيا.»
تعريف آخر أشمل مُقدم أيضا من IFMA هو: «ممارسة أو تنسيق العمل الفعلي مع أشخاص وعمل المنظمة؛ والتي تدمج مبادئ إدارة الأعمال، الهندسة المعمارية، والعلوم الهندسية والسلوكية».
أما في المملكة المتحدة وغيرها من البلدان الأوروبية، فهناك تعريف أشمل لإدارة المرافق من مجرد إدارة المباني والخدمات. والتعريف المقدم من اللجنة الأوروبية للتقييس والذي صادق عليه مكتب المعايير البريطانية هو:
«إدارة المرافق هي تحقيق التكامل بين العمليات الجارية داخل منظمة لصيانة وتطوير الخدمات المتفق عليها والتي تدعم وتحسن فعالية أنشطتها الأساسية».
وقد اعتمد المعهد البريطاني لإدارة المرافق رسميا تعريف لجنة التقييس ولكنه يقدم أيضا وصفا أبسط قليلا:
«إدارة المرافق هي تحقيق التكامل بين الأنشطة متعددة التخصصات بداخل البيئة المبنية، وإدارة تأثيرها على الأشخاص وأماكن العمل».
وفي أستراليا، قد حل مصطلح الخدمات التجارية محل إدارة المرافق في بعض المنظمات. حيث يمكن أن تطلق الخدمات التجارية على خدمات أخرى عدا العناية بالمرافق، مثل الأمن ووقوف السيارات، التخلص من النفايات، خدمات المرافق والتخطيط الاستراتيجي.
يطلق على المبنى أو عدة مباني التي تقع على قطعة واحدة من الأرض وصف «الموقع». ويطلق على المواقع المتعددة التي تقع في منطقة حاضرية واحدة، ولكنها تستخدم من قبل الكيان القانوني نفسه، اسم «الحرم الجامعي.» وقد يكون قسم إدارة المرافق مسؤولا عن موقع أو حرم أو منطقة إقليمية تحتوي على مواقع أو مجمعات متعددة والتي قد تكون مزيجا من المرافق المملوكة والمستأجرة. وسيتواجد قسم إدارة المرافق عادة، لإدارة الأصول المادية لشركة، المشغولة من قبل المالك، في حين أن تواجد قسم إدارة الممتلكات عادة ما يمثل فقط المساحات المستأجرة. ويركز قسم إدارة المرافق على الفعالية من حيث التكلفة، الانتفاع طويل الأجل، والحفاظ على قيمة الأصول التي تملكها في حين يركز قسم إدارة الممتلكات عادة على عوائد الاستئجار قصير الأجل.

## تقنية أنظمة المبانى

### التدبير الإداري مقابل التدبير الفني
يُعرف دعم إدارة المرافق التنظيمي من قبل تكنولوجيا المعلومات بإدارة المرافق بمساعدة الحاسوب (CAFM)، نظم إدارة المرافق، أو نظم إدارة الصيانة المحوسبة.
تُعرف مجموعة أجهزة المراقبة والإشراف، نظم المراقبة والتنظيم، مرافق / آليات الإدارة والتحسين في المباني التي بها إدارة مرافق فنية بأتمتة المبنى. والهدف منها هو إنجاز العمليات الوظيفية في الصناعة عموما بشكل مستقل (تلقائي)، وفقا لمرحلة ما قبل تعديل القيم (معلمات) أو لتبسيط عملياتها ورصدها. فتترابط جميع أجهزة الاستشعار، والمشغلات، وعناصر التحكم والمستخدمين وغيرها من الأجهزة التقنية في المبنى، لتكوين شبكة. ويمكن تلخيص سير العمل / المتواليات في سيناريوهات. والسمة المميزة هي الهيكل اللامركزي لوحدات التحكم، وكذلك الشبكات المتكاملة من خلال نظام نقل (عادة ما يكون EIB/KNX أو الإضاءة (DALI))
تحولت بعض الصناعات سريعا للإدارة التقنية، في حين أن صناعات أخرى لا تزال تعتمد على النهج الإداري العتيق. وعادة ما تكون الصناعات التي بها هياكل أكثر خطية أكثر ميلا لتنفيذ النظم التقنية لأن الإدارة المستمرة لهذه النظم يمكن الحفاظ عليها عن طريق الهيكل التنظيمي الرأسي من أعلى إلى أسفل. أما الصناعات غير الخطية فتميل إلى التبني البطيء للإدارة التقنية بسبب الاعتقاد بأن النظام لا يمكن تنفيذه أو الإبقاء عليه بفعالية. أما الصناعات مثل المكاتب التجارية والتجزئة فتميل في كثير من الأحيان إلى امتلاك أكبر التحديات في مجال تنفيذ وصيانة النظم التقنية لأن منظماتهم تعكس قدرا كبيرا من التنوع مع أصحابها، والسماسرة، والمديرين، والمستأجرين وعادة ما تكون من منظمات مختلفة ذات مصالح وأولويات متباينة. وقد أظهرت الاتجاهات الأخيرة زيادة كبيرة في استخدام الإدارة الفنية إلى حد كبير بسبب الابحاث التي اظهرت وفورات هائلة في التكاليف للتحويل إلى النهج التقني. بالإضافة إلى ذلك، فإن مقدمي الإدارة التقنية القادرين على مطابقة عمليات المنظمة، والعملاء، وتوفير الإعداد والدعم الشامل والصيانة طوال حياة النظام من خلال تقديم مزايا كبيرة وخفض عدد حالات الإنهاء المبكر.
قد تشمل مكونات النظم الأفضل ما يلي:
- شهادة التأمين
- تعقب الحادث
- إدارة المشروع
- الصيانة الوقائية
- وسائل الاتصالات الأوتوماتيكية
- وصول الزوار
- الحماية
- النار وسلامة الحياة
- المحاسبة

## طرق الكتابة
في الولايات المتحدة يستخدم كلا من 'إدارة المرفق' و'إدارة المرافق' على نطاق واسع، في حين أن 'إدارة المرافق' هو المفضل في المملكة المتحدة وكندا وأستراليا والشركات المتوسطة الإنجليزية في عدة بلدان أوروبية.
في الولايات المتحدة يطلق على 'إدارة المرفق' العامة أو الحكومية مصطلح '(اسم الولاية / المقاطعة / المدينة) قسم إدارة المرافق، في حين إذا كانت 'إدارة المرافق' جزء من كيان خاص فتسمى 'قسم إدارة المرافق (مؤسسة / شركة / ذ م م / الخ ايه بي سي.)

## وصلات خارجية
- رابطة مالكي ومديري الأبنية
- مؤسسة إدارة المرافق
- المؤسسة الدولية لإدارة المرافق
- المعهد البريطاني لإدارة المرافق
- المعهد الدولي لمالكي ومديري الأبنية
- جمعية المرافق
- معهد هونغ كونغ لإدارة المرافق